# Cotyledon orbiculata
Cotyledon orbiculata, comúnmente conocida como oreja de cerdo u ombligo de hojas redondas, es una planta suculenta de la familia de las siemprevivas (Crassulaceae) de Sudáfrica.

## Descripción
C. orbiculata es una especie extremadamente variable que crece a aproximadamente 1.3 m (4.3 pies) de altura. Tiene hojas de color gris-verde que pueden tener hasta 13 por 7 cm (5.1 por 2.8 pulgadas) con una sustancia blanca en polvo que ayuda a reflejar la luz solar y conservar el agua. Se creía que la forma de las hojas se parecía a la oreja de un cerdo, de ahí su nombre común. Las flores en forma de campana son pequeñas, generalmente de menos de 3 cm (1,2 pulgadas) de largo, y se inclinan desde la parte superior de un tallo de 60 cm (24 pulgadas) de alto. Las flores son generalmente de color rojo anaranjado, pero también existen variedades amarillas.

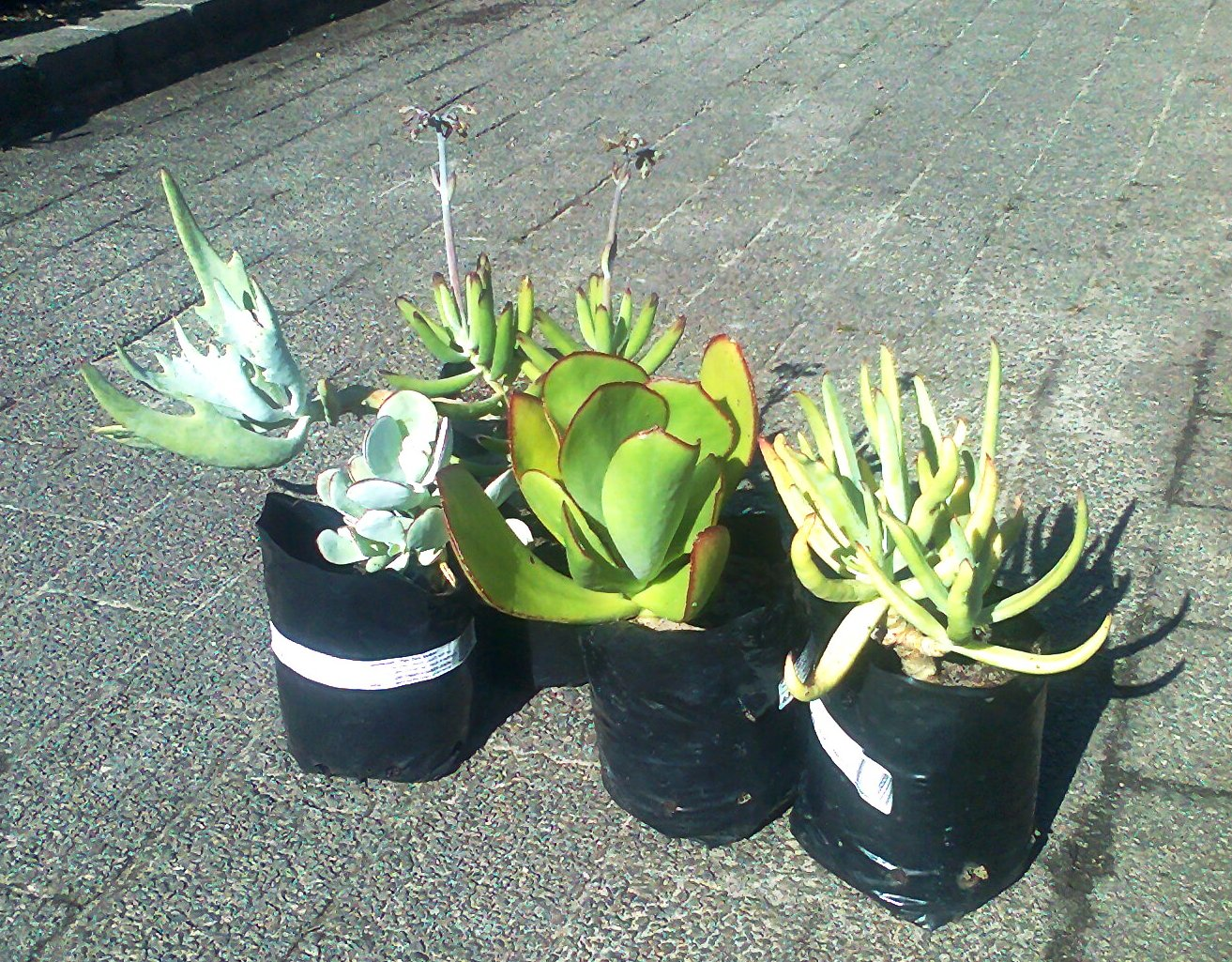
Cotyledon orbiculata Es una planta de jardín común, con muchas variedades diferentes.

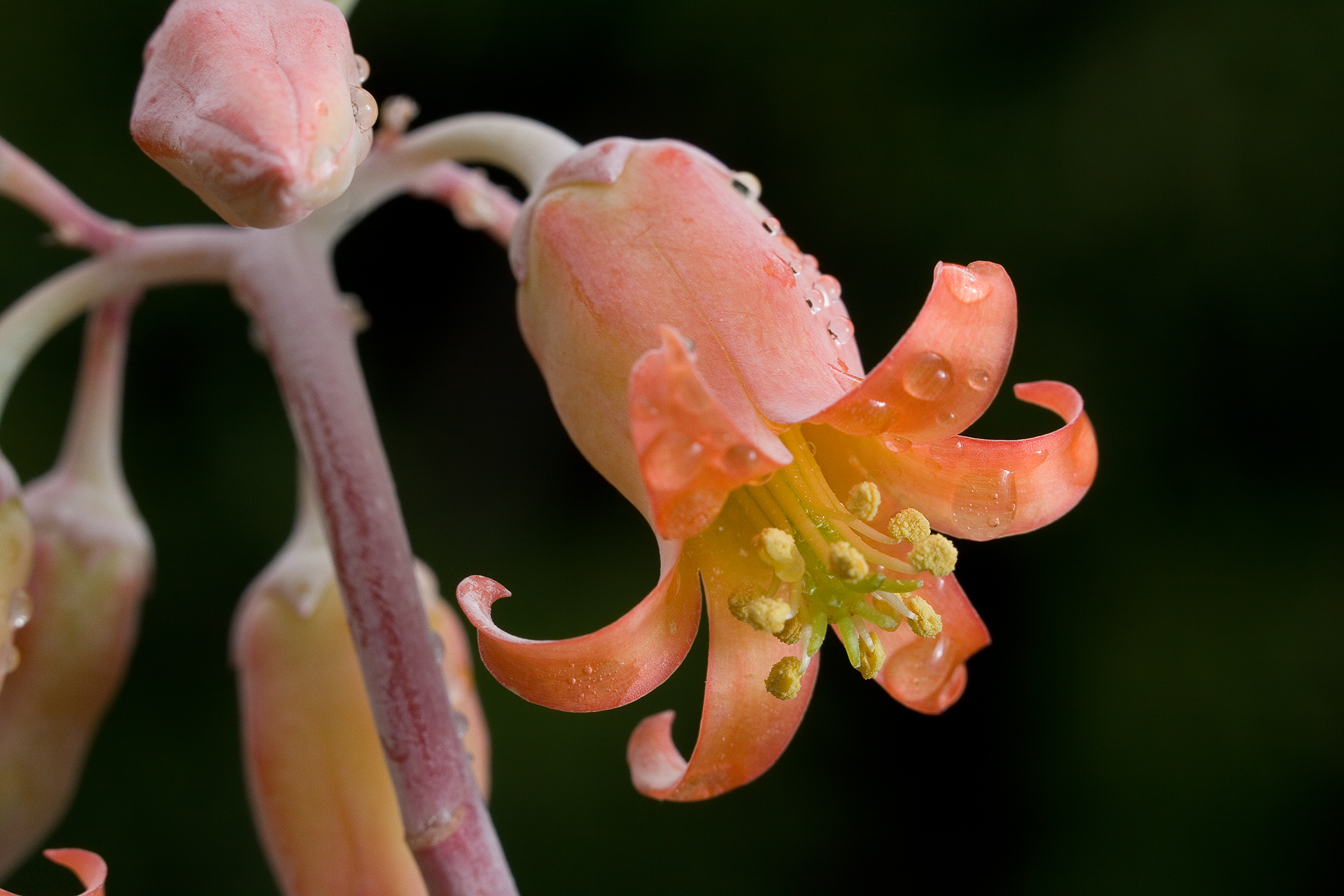
Flor
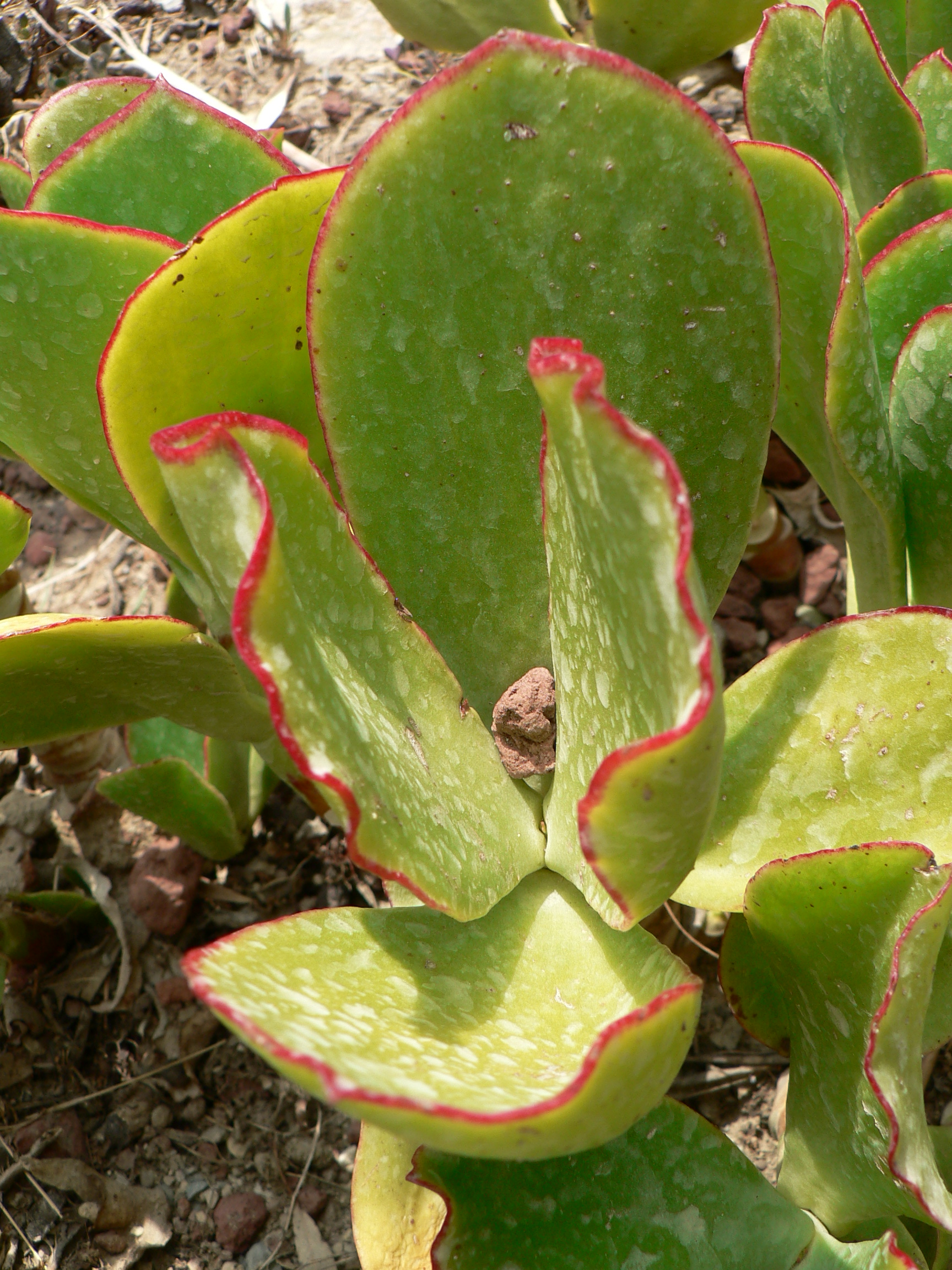
Hojas (variedad verde)
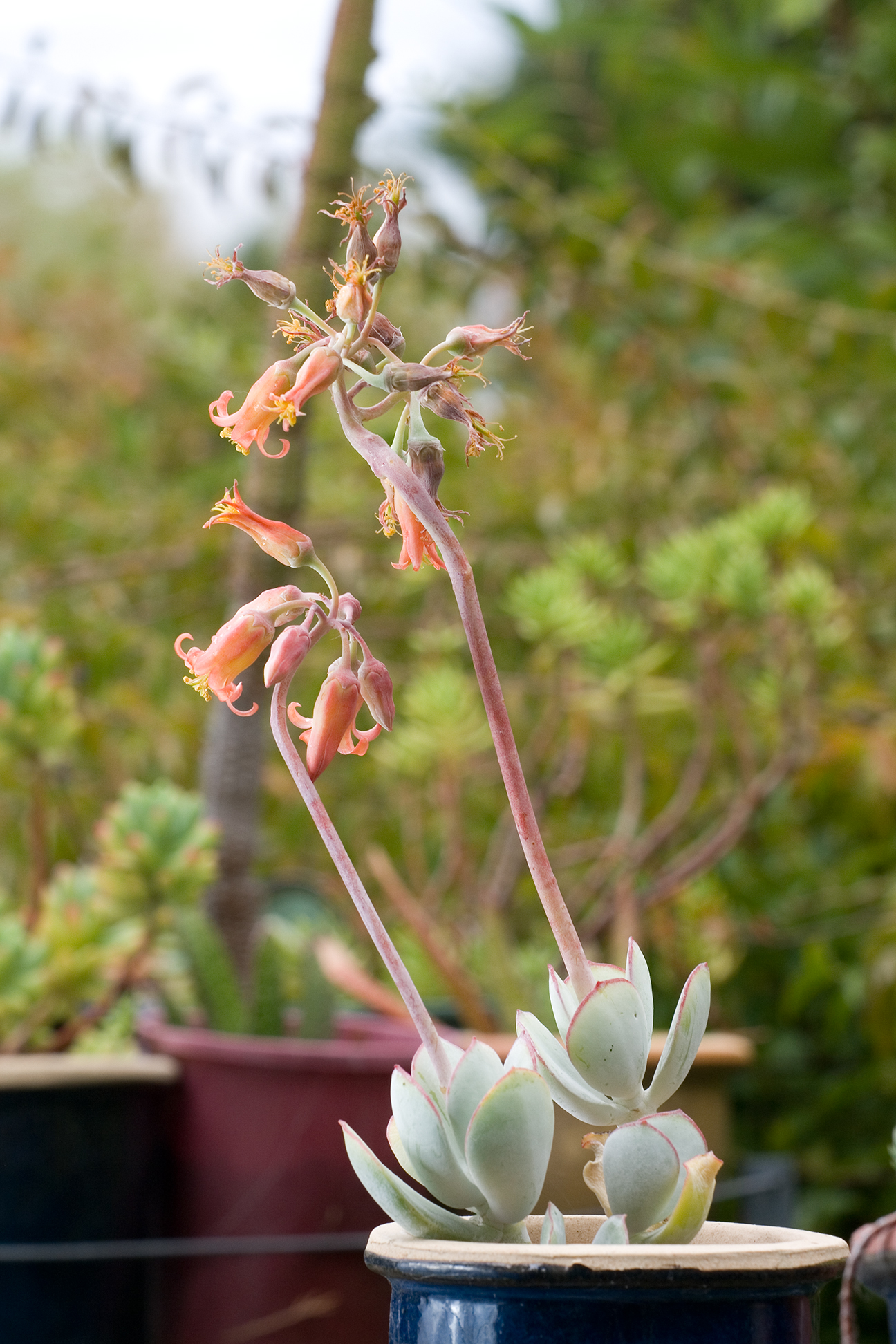
Variedad en cultivo

## Distribución
Originaria de Sudáfrica, es popular en los jardines de muchos países. En la naturaleza, crece de forma natural en los afloramientos rocosos de los matorrales cubiertos de hierba y en la región de Karoo. En Nueva Zelanda, se considera una planta invasora y está incluida en el Acuerdo Nacional de Plagas.